# Eugene Magyar
Eugene Magyar (ur. 1909, zm. 1968) – amerykański duchowny starokatolicki pochodzenia słowackiego, biskup Słowackiego Narodowego Kościoła Katolickiego (SNCC) w Stanach Zjednoczonych Ameryki.

## Życiorys
14 maja 1933 otrzymał święcenia kapłańskie w Polskim Narodowym Kościele Katolickim w ramach, którego od 1958 pełnił funkcję dziekana PNKK dla słowackich parafii.
Został konsekrowany na biskupa w dniu 29 czerwca 1963 przez biskupa Leona Grochowskiego dla Słowackiego Narodowego Kościoła Katolickiego, będącego misją PNKK. Funkcję biskupa sprawował do śmierci w 1968.
Został pochowany na East Ridgelawn Cemetery w Clifton, w hrabstwie Passaic.

## Źródła
- „Biskup Eugene Magyar”; nekrolog w The New York Times z 21 października 1968, s. 47
- „Bishop Magyar, SNCC Prelate, Dies in Passaic” w The Tribune (Scranton) z 21 października 1968, s. 10
- „Bishop Eugene Magyar, 59” w The Record (Hackensack) z 20 października 1968, s. 62
- „Bishop Eugene Magyar Dies, Led Slovak National Church” w The News (Paterson, New Jersey) z 21 października 1968, s. 43